# Sylvain Marco
Sylvain Marco, né le 15 février 1985, à Béziers, en France, est un joueur français de basket-ball. Il évolue au poste d'ailier fort. 

## Palmarès
- Championnat de France de Nationale 1 2008